# Course en ligne masculine des juniors aux championnats du monde de cyclisme sur route 2019
La course en ligne masculine des juniors (moins de 19 ans) aux championnats du monde de cyclisme sur route 2019 a lieu sur 148 kilomètres le 26 septembre 2019 entre Richmond et Harrogate, dans le Yorkshire, au Royaume-Uni.

## Participants
| Équipes nationales (41)- Australie juniors - Belgique juniors - Brésil juniors - Canada juniors - Chili juniors - Colombie juniors - Croatie juniors - Tchéquie juniors - Danemark juniors - Bolivie juniors - Espagne juniors - Estonie juniors - Finlande juniors - France juniors - Grande-Bretagne juniors - Allemagne juniors - Irlande juniors - Israël juniors - Italie juniors - Japon juniors - Kazakhstan juniors - Lettonie juniors - Lituanie juniors - Luxembourg juniors - Mexique juniors - Pays-Bas juniors - Norvège juniors - Nouvelle-Zélande juniors - Pologne juniors - Portugal juniors - Afrique du Sud juniors - Russie juniors - Slovénie juniors - Serbie juniors - Suisse juniors - Slovaquie juniors - Suède juniors - Thaïlande juniors - Ukraine juniors - Uruguay juniors - États-Unis juniors |
| |

## Classement
| \| Classement général \| Classement général \| Classement général \| Classement général \| Classement général \| \| Coureur \| Coureur \| Pays \| Équipe \| Temps \| \| ------------------ \| ------------------ \| ------------------ \| ----------------------- \| ------------------ \| \| 1er \| Quinn Simmons \| États-Unis \| États-Unis juniors \| 3 h 38 min 04 s \| \| 2e \| Alessio Martinelli \| Italie \| Italie juniors \| + 56 s \| \| 3e \| Magnus Sheffield \| États-Unis \| États-Unis juniors \| + 1 min 33 s \| \| 4e \| Enzo Leijnse \| Pays-Bas \| Pays-Bas juniors \| + 1 min 33 s \| \| 5e \| Gianmarco Garofoli \| Italie \| Italie juniors \| + 1 min 33 s \| \| 6e \| Vegard Stokke \| Norvège \| Norvège juniors \| + 1 min 33 s \| \| 7e \| Alfie George \| Royaume-Uni \| Grande-Bretagne juniors \| + 1 min 45 s \| \| 8e \| Frederik Wandahl \| Danemark \| Danemark juniors \| + 1 min 45 s \| \| 9e \| Jakub Bouček \| Tchéquie \| Tchéquie juniors \| + 1 min 45 s \| \| 10e \| Milan Paulus \| Belgique \| Belgique juniors \| + 1 min 45 s \| |                    |             |                         |                 |
| |                    |             |                         |                 |
| Source : ProCyclingStats |                    |             |                         |                 |
| Classement général |                    |             |                         |                 |
| Coureur | Coureur            | Pays        | Équipe                  | Temps           |
| 1er | Quinn Simmons      | États-Unis  | États-Unis juniors      | 3 h 38 min 04 s |
| 2e | Alessio Martinelli | Italie      | Italie juniors          | + 56 s          |
| 3e | Magnus Sheffield   | États-Unis  | États-Unis juniors      | + 1 min 33 s    |
| 4e | Enzo Leijnse       | Pays-Bas    | Pays-Bas juniors        | + 1 min 33 s    |
| 5e | Gianmarco Garofoli | Italie      | Italie juniors          | + 1 min 33 s    |
| 6e | Vegard Stokke      | Norvège     | Norvège juniors         | + 1 min 33 s    |
| 7e | Alfie George       | Royaume-Uni | Grande-Bretagne juniors | + 1 min 45 s    |
| 8e | Frederik Wandahl   | Danemark    | Danemark juniors        | + 1 min 45 s    |
| 9e | Jakub Bouček       | Tchéquie    | Tchéquie juniors        | + 1 min 45 s    |
| 10e | Milan Paulus       | Belgique    | Belgique juniors        | + 1 min 45 s    |